# Atzacan (kommun i Mexiko)
Atzacan är en kommun i Mexiko.   Den ligger i delstaten Veracruz, i den sydöstra delen av landet, 220 km öster om huvudstaden Mexico City.
Följande samhällen finns i Atzacan:
- Atzacán
- Contla
- Revolución
- Matlalapa
- Capizayo
- Huacapan
- San José
- Lázaro Cárdenas
- Rosa Blanca